# Han Solo: Gwiezdne wojny – historie
Han Solo: Gwiezdne wojny – historie (ang. Solo: A Star Wars Story) – amerykański film z gatunku space opera w reżyserii Rona Howarda do scenariusza Lawrence’a i Jona Kasdanów, będący spin-offem serii Gwiezdne wojny, drugim z cyklu spin-offów Historie.
W kinach w Polsce, a także m.in. w USA i Chinach, pojawił się 25 maja 2018 roku.

## Fabuła
Na planecie Korelia, młody wyrzutek i aspirujący pilot o imieniu Han oraz jego znajoma Qi’ra pragną uciec przed miejscowymi gangami przestępczymi. Z powodzeniem przekupują imperialnego oficera, który zezwala im wejść do terminalu wylotowego. W ostatniej chwili Qi’ra nie zdążyła przejść przez bramkę i zostaje zatrzymana przez swoich prześladowców. Han przysięga, że wróci po nią gdy tylko zdobędzie statek. Aby to się udało, musi zdobyć jakoś pieniądze. Dołącza do imperialnej marynarki wojennej jako kadet-pilot. Podczas rekrutacji oficer prosi Hana o podanie imienia i nazwiska, którego nie ma. Jako że zgłosił się sam, zostaje nazwany Han Solo.
Trzy lata później Han zostaje wyrzucony z Imperialnej Akademii za niesubordynację. Służy jako żołnierz piechoty podczas bitwy na planecie Mimban. Tam napotyka gang przemytników udających imperialnych żołnierzy. Przewodzi im Tobias Beckett. Han szantażuje ich, by pozwolili mu się przyłączyć do ekipy. Beckett każe go aresztować i rzucić „bestii” na pożarcie. Okazuje się, że tą bestią jest Wookiee o imieniu Chewbacca. Dzięki planowi Hana cela zostaje zniszczona. Obaj dostają się na statek Becketta i jego załogi – Val i Rio Duranta. Razem postanawiają napaść na pociąg, by ukraść superpaliwo o nazwie coaxium. W napadzie przeszkadza grupa przestępców dowodzona przez Enfys Nest. Val i Rio ponoszą śmierć, a Han wyrzuca ładunek.
Beckett ujawnia, że otrzymał polecenie kradzieży przesyłki od Dryden Vosa, bezwzględnego przywódcy przestępczego syndykatu Szkarłatny Świt. Han, Chewbacca i Beckett udają się na jacht Vosa, aby prosić go o kolejną szansę. Na statku Han spotyka Qi’rę, która teraz jest członkinią Szkarłatnego Świtu. Han ogłasza plan kradzieży nieprzetworzonego coaxium z kopalni na Kessel. Vos zgadza się i nalega, by towarzyszyła im Qi’ra. Aby zdobyć statek do napadu, Qi’ra przedstawia drużynę Lando Calrissianowi, znakomitemu przemytnikowi i pilotowi. Han rzuca wyzwanie Lando w grze hazardowej Sabacc, gdzie stawką jest okręt Calrissiana – Sokół Millennium. Lando wygrywa dzięki oszustwu. Beckett i Qi’ra przekonują Lando by dołączył do ekipy i użyczył swojego statku. Po dotarciu na Kessel i przeniknięciu do kopalni, pilot Lando – robot L3-37, wywołuje zamieszki. Bohaterowie używają zamieszania, aby ukraść nieprzetworzone, lotne coaxium. L3-37 doznaje poważnych uszkodzeń, a Lando zostaje ranny podczas ucieczki. Han pilotuje statek, wiedząc, że musi pokonać Drogę na Kessel w mniej niż dwadzieścia parseków, jeśli mają dotrzeć do Vosa, nim wybuchnie ładunek. Ogromne umiejętności pilotażowe Hana pozwalają im uniknąć imperialnej blokady. Na planecie Savareen, ekipa natrafia na grupę Enfys Nest, która, jak się okazuje, ma dobre intencje. Załoga Sokoła zostaje podzielona. Lando odlatuje, Beckett odchodzi, a Han, Chewie i Qi’ra postanawiają oszukać Vosa i pomóc Enfys Nest.
Vos zaskakuje zespół, ogłaszając, że przyniesione coaxium jest fałszywe. Ujawnia, że ostrzegł go członek ekipy. Han podejrzewa Qi’rę o zdradę, okazuje się jednak, że „wtyczką” jest Beckett. Han oznajmia, że spodziewał się oszustwa Becketta, a przyniesione przez niego coaxium jest prawdziwe. Beckett bierze Chewbaccę za zakładnika i ucieka z ładunkiem. Pomiędzy Hanem a Vosem dochodzi do walki, do której dołącza Qi’ra. Kobieta zabija Vosa i nalega by Han uratował Chewbaccę. Obiecuje mu, że zaraz do nich dołączy. Han dogania i zabija Becketta. Następnie razem z Chewbaccą dostarczają coaxium Nest, która zamierza wykorzystać coaxium do przeprowadzenia rebelii przeciwko Imperium.
Qi’ra odlatuje sama jachtem Vosa i kontaktuje się z jego przełożonym,  byłym Lordem Sithów – Maulem. Informuje go o niepowodzeniu misji i przejmuje pozycję Vosa. Han i Chewbacca odnajdują Lando. Han rzuca mu wyzwanie w sabacca, w którym stawką ponownie jest Sokół Millennium. Przy powitaniu, Solo subtelnie wyjmuje kartę z rękawa Lando. Han wygrywa i razem z Chewbaccą planują udać się na Tatooine, gdzie pewien gangster zbiera ekipę.

## Obsada
| Rola             | Aktor                      | Polski dubbing        |
| ---------------- | -------------------------- | --------------------- |
| Han Solo         | Alden Ehrenreich           | Michał Klawiter       |
| Lando Calrissian | Donald Glover              | Michał Żurawski       |
| Qi’ra            | Emilia Clarke              | Agnieszka Kościelniak |
| Tobias Beckett   | Woody Harrelson            | Tomasz Dedek          |
| L3-37            | Phoebe Waller-Bridge       | Monika Dryl           |
| Chewbacca        | Joonas Suotamo             | –                     |
| Val              | Thandie Newton             | Monika Krzywkowska    |
| Dryden Vos       | Paul Bettany               | Grzegorz Kwiecień     |
| Rio Durant       | Jon Favreau                | Cezary Żak            |
| Enfys Nest       | Erin Kellyman              | Małgorzata Prętka     |
| Maul             | Ray Park Sam Witwer (głos) | Oskar Hamerski        |

## Produkcja

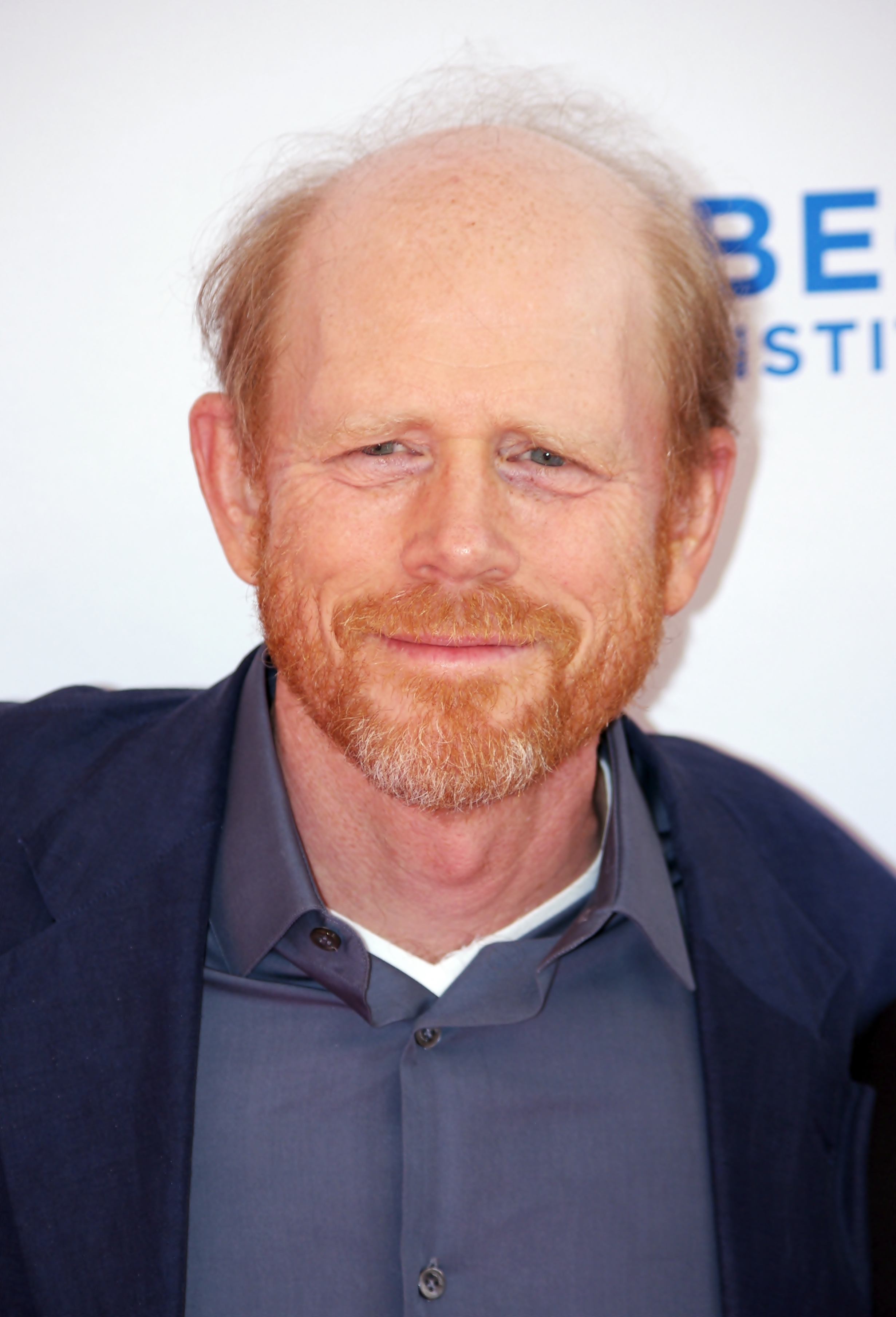
Ron Howard, reżyser filmu

W lutym 2013 roku Robert Iger, dyrektor generalny The Walt Disney Company, potwierdził, że w produkcji znajdują się dwa samodzielne filmy napisane przez Lawrence’a Kasdana i Simona Kinberga. 6 lutego magazyn „Entertainment Weekly” doniósł, że studio Lucasfilm pracuje nad dwoma samodzielnymi filmami osadzonymi w świecie Gwiezdnych wojen (spin-offami) z czego jeden z nich ma opowiadać historię młodego Hana Solo. Twórcy filmu opisują nadchodzący film o Hanie Solo jako historię przedstawiającą genezę postaci. Zapowiedziano również, że nie będzie on (podobnie jak poprzedni i kolejny spin-off) crossoverem części VII–IX ani że nie będzie w żaden sposób zmieniał kanonu ustalonego przez George’a Lucasa w tzw. starej trylogii.
W lipcu 2015 Lucasfilm ogłosił, iż drugi film z serii Historie ma opowiadać „...jak młody Han Solo stał się przemytnikiem, złodziejem i łajdakiem, którego Luke Skywalker i Obi-Wan Kenobi poznali w kantynie w Mos Eisley”. Ogłoszono również, że reżyserię filmu powierzono Philowi Lordowi i Christopherowi Millerowi, a premierę filmu wstępnie zapowiedziano na 25 maja 2018 roku.
W lipcu 2016 roku podczas Star Wars Celebration ogłoszono, iż w roli młodego Hana Solo wystąpi Alden Ehrenreich. Kręcenie zdjęć do filmu rozpoczęto 30 stycznia 2017 roku w Pinewood Studios, z kolei wkrótce potem Lucasfilm oficjalnie ogłosił, iż okres kręcenia zdjęć głównych rozpoczął się 20 lutego 2017 roku. W czerwcu tego samego roku z powodu nieporozumień pomiędzy twórcami filmu, dwóch reżyserów – Christopher Miller oraz Phil Lord zostało zwolnionych ze swojej funkcji, a stanowisko reżysera zajął Ron Howard, który dokończył kręcenie pozostałej części filmu. Uroczysta premiera filmu odbyła się na Festiwalu Filmowym w Cannes 15 maja 2018 roku.

## Odbiór

### Box office
Film zarobił blisko 214 milionów dolarów w Stanach Zjednoczonych i Kanadzie oraz 179 milionów w innych krajach świata. Łączny przychód ze sprzedaży biletów wyniósł blisko 393 miliony dolarów przy budżecie wynoszącym około 275 mln. Han Solo: Gwiezdne wojny – historie jest najmniej dochodowym filmem spośród wszystkich kinowych, aktorskich filmów osadzonych w świecie Gwiezdnych wojen.

### Krytyka w mediach
Film spotkał się z pozytywną reakcją krytyków. W serwisie Rotten Tomatoes 70% z 460 recenzji filmu jest pozytywne (średnia ocen wyniosła 6.42 na 10). Na portalu Metacritic średnia ocen z 54 recenzji wyniosła 62 punktów na 100.

### Nagrody i nominacje
W 2019 roku Han Solo: Gwiezdne wojny – historie otrzymał nominację do Oscara za najlepsze efekty specjalne.